# خویدوده (الزرادشتية)
الخويدودا (بالفارسية: خویدوده؛ بالأوستية: xᵛae¯tuuadaθa) هو نوع من زواج المحارم كان يُمارس تاريخيًا في الزرادشتية قبل الفتح الإسلامي لبلاد فارس. سُجلت هذه التزاوجات على أنها مستوحاة من علم نشأة الكون الزرادشتي واعتبرت هذه الممارسات تقية وأنها "تكسر ظهر الشيطان".كانت هذه الممارسة عبادة رفيعة المستوى في الزرادشتية، وكانت هناك عقوبات لعدم القيام بها.[تحقق من المصدر]

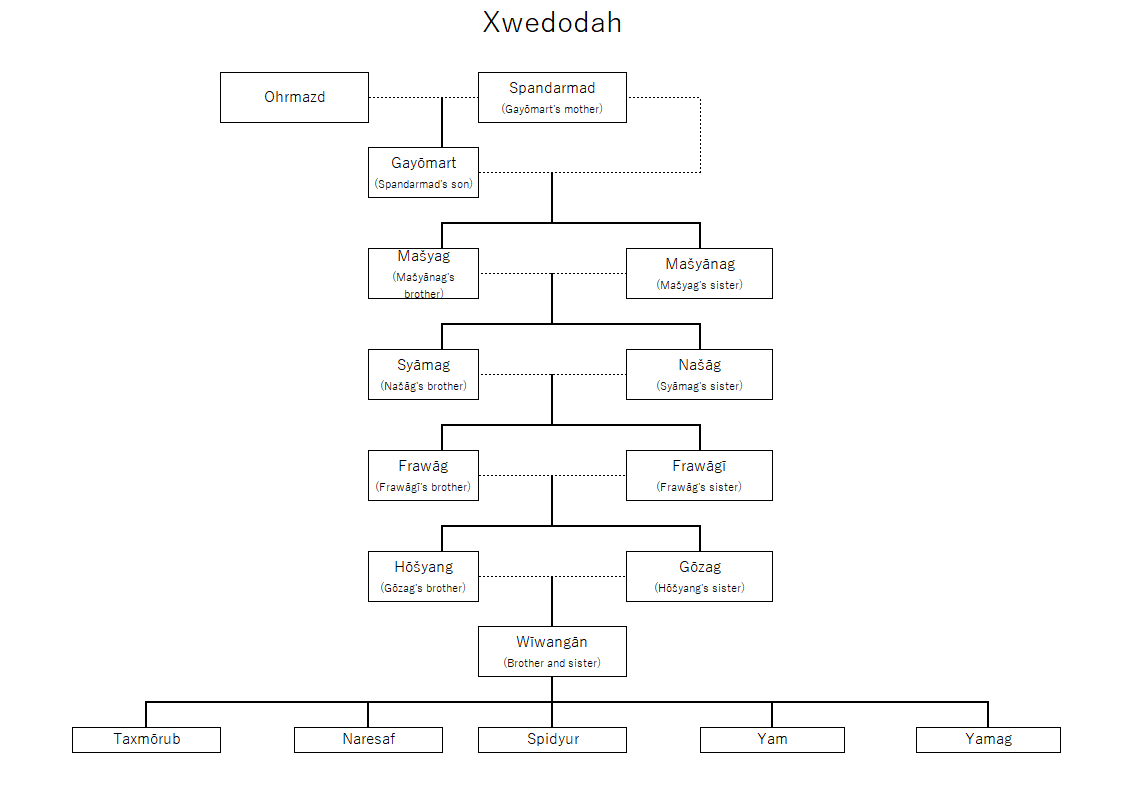
شجرة عائلة ماشيا وماشيانا الأسطورية وذريتهم.

سمح هذا الشكل من زواج المحارم العائلي المباشر للزرادشتيين بالزواج من أخواتهم وبناتهم وحفيداتهم وأمهاتهم لاتخاذهن زوجات.كانت الخويدا تمارس على نطاق واسع من قبل أفراد العائلة المالكة والنبلاء، وربما رجال الدين، ولكن من غير المعروف ما إذا كان يمارس على نطاق واسع من قبل العائلات في الطبقات الأخرى.في الزرادشتية الحديثة، يكاد يكون غير موجود، حيث لوحظ أنه اختفى كممارسة قائمة بحلول القرن الحادي عشر.